# Passarinho (Recife)
Passarinho é um bairro do Recife, Pernambuco. Localiza-se nos limites geopolíticos de três municípios de Pernambuco: Recife, Olinda e Paulista. Faz parte da RPA3, Microrregião 3.3
Faz fronteira com os bairros Dois Unidos (Recife), Caixa D'Água, Alto da Bondade (Olinda) e Mirueira (Paulista)
Composto por uma reserva de Mata Atlântica, o bairro tem problemas estruturais, mas vem obtendo investimentos da prefeitura do Recife para obras de pavimentação, drenagem e habitação  que somam mais de R$ 40 milhões de reais. 
O bairro Historicamente foi ocupado por loteados desde 1980 e seu nome vêm de uma estrada onde a pessoas capturavam pássaros para vender, o que também deu nome ao rio próximo dessa estrada hoje conhecida como Rio Passarinho e às primeiras ruas do bairro como Beija-Flor, Canário, Concriz, Galo de Campina, Jandaia, Xexéu ainda permanecem  . O movimento Ocupe Passarinho foi um fortalecimento das mulheres do bairro que promoveram junto com o Espaço Mulher a luta das mulheres pelo direito à moradia e o direito de visibilidade do poder público sobre o bairro, garantindo qualidade de vida para a comunidade. Atualmente o bairro conta com Dois Terminais de ônibus, o terminal de passarinho e o terminal do microônibus.

## Dados demográficos
- Área territorial: 406 ha.
- População: 20.305 habitantes[nota 1]
  - masculina: 9.954
  - feminina: 10.371
- Densidade demográfica: 49,98 hab./ha.[nota 2]

### Migração
Uma parte da população oficialmente reconhecida chegou por volta de 1980, migrando do Morro da Conceição, encontrando no local ainda mata fechada. Outra partee ocupou uma área que denominaram Vila Esperança. Uma outra parte, provinda de Bomba do Hemetério e Alto Santa Terezinha, que é denominado Passarinho Alto, ou Conjunto Residencial Passarinho

## Educação
Em Passarinho encontram-se as seguintes instituições educativas:
- Escola Municipal Historiador Flávio Guerra;
- Escola Municipal Marluce Santiago da Silva;
- Escola Municipal Nova Descoberta;

Instituto Infantil Lápis na Mão

## Saúde
- Posto de Saúde - PSF - Passarinho Alto [9]
- Posto de Saúde da Família Passarinho Baixo
- Unidade de Saúde da Família Santa Tereza